# Tijdschrift voor Waterstaatsgeschiedenis
Het Tijdschrift voor Waterstaatsgeschiedenis is een Nederlandstalig tijdschrift waarin studies over de geschiedenis van het waterbeheer in Nederland worden gepubliceerd. Het tijdschrift verschijnt sinds 1992 tweemaal per jaar en wordt door Uitgeverij Verloren uitgeven in samenwerking met de Vereniging voor Waterstaatsgeschiedenis.
Thema's die veelvuldig aandacht krijgen zijn polders, droogmakerijen, bedijking, waterbeheer en overstromingen. Behalve voor studies is er in het tijdschrift aandacht voor biografische artikelen over personen die een grote bijdrage leverden aan het waterbeheer, boekbesprekingen en mededelingen.